# إريك كومبتون
إريك كومبتون (بالإنجليزية: Erik Compton)‏ هو لاعب غولف أمريكي، ولد في 11 نوفمبر 1979 في ميامي في الولايات المتحدة.

## وصلات خارجية
- الموقع الرسمي
- إريك كومبتون على موقع رابطة لاعبي الغولف المحترفين (الإنجليزية)
- إريك كومبتون على موقع التصنيف العالمي الرسمي للغولف (الإنجليزية)